# البحرين في دورة الألعاب الآسيوية 2010
شاركت البحرين دورة الألعاب الآسيوية 2010 في قوانتشو بالصين.

## المشاركون
شاركت البحرين في النسخة السادسة عشرة من دورة الألعاب الآسيوية، والتي أقيمت في مدينة غوانجو بالصين خلال الفترة ما بين يومي 12 و27 نوفمبر (تشرين الثاني) 2010، بوفد مكون من 127 فردًا من المسؤولين والرياضيين الذين ينافسون في 9 رياضات، وهي: كرة القدم، وكرة اليد، والرماية، والسباحة، وركوب الدراجات الهوائية، والتايكوندو، والجودو، والإبحار بالقوارب الشراعية، وألعاب القوى.

## الميداليات
تمكن الرياضيون البحرينيون في النسخة السادسة عشرة من دورة الألعاب الآسيوية من الفوز بتسع ميداليات جميعها في منافسات ألعاب القوى منها 5 ميداليات ذهبية و4 ميداليات برونزية، لتحتل البحرين بذلك المركز الأول عربيا والثالث على مستوى البطولة في عدد الميداليات التي حققها لاعبيها. ويوضح الجدول التالي الميداليات التي حصل عليها لاعبو البحرين خلال هذه النُسخة من البطولة:
| الميدالية | الاسم           | الرياضة     | المسابقة       | التاريخ   |
| --------- | --------------- | ----------- | -------------- | --------- |
| ذهبية     | مريم جمال       | ألعاب القوى | 1500 متر       | 23 نوفمبر |
| ذهبية     | طارق مبارك طاهر | ألعاب القوى | 3000 متر موانع | 23 نوفمبر |
| ذهبية     | حسن محبوب       | ألعاب القوى | 5000 متر       | 23 نوفمبر |
| ذهبية     | ميمي بيليتي     | ألعاب القوى | 5000 متر       | 26 نوفمبر |
| ذهبية     | بيليسوما شوغي   | ألعاب القوى | 10000 متر      | 26 نوفمبر |
| برونزية   | بلال منصور علي  | ألعاب القوى | 1500 متر       | 23 نوفمبر |
| برونزية   | ميمي بيليتي     | ألعاب القوى | 1500 متر       | 23 نوفمبر |
| برونزية   | شيتاي إيشيتي    | ألعاب القوى | 10000 متر      | 21 نوفمبر |
| برونزية   | حسن محبوب       | ألعاب القوى | 10000 متر      | 26 نوفمبر |

## ألعاب القوى

### الرجال

#### مسابقات الجري
| المسابقة       | الرياضي                | التصفيات           | التصفيات           | النصف النهائي | النصف النهائي | النهائي  | النهائي  |
| المسابقة       | الرياضي                | الوقت              | الترتيب            | الوقت         | الترتيب       | الوقت    | الترتيب  |
| -------------- | ---------------------- | ------------------ | ------------------ | ------------- | ------------- | -------- | -------- |
| 100 متر        | محمد أحمد سند الراشدي  | 10.79              | 6                  | لم يتأهل      | لم يتأهل      | لم يتأهل | لم يتأهل |
| 100 متر        | محمد فرحان خليفة فرحان | لا يحق له المشاركة | لا يحق له المشاركة | لم يتأهل      | لم يتأهل      | لم يتأهل | لم يتأهل |
| 800 متر        | بلال منصور علي         | 1:47.37            | 3                  |               |               | 1:49.03  | 7        |
| 800 متر        | يوسف سعد كامل          | لا يحق له المشاركة | لا يحق له المشاركة |               |               | لم يتأهل | لم يتأهل |
| 1500 متر       | بلال منصور علي         | 3:45.55            | 2                  |               |               | 3:38.39  | برونزية  |
| 1500 متر       | يوسف سعد كامل          | 3:58.80            | 13                 |               |               | لم يتأهل | لم يتأهل |
| 5000 متر       | حسن محبوب              |                    |                    |               |               | 13:47.86 | ذهبية    |
| 5000 متر       | ديجيني ريغاسا          |                    |                    |               |               | 13:50.60 | 4        |
| 10000 متر      | حسن محبوب              |                    |                    |               |               | 27:40.07 | برونزية  |
| 10000 متر      | بيليسوما شوغي          |                    |                    |               |               | 27:32.72 | ذهبية    |
| 3000 متر موانع | طارق مبارك طاهر        |                    |                    |               |               | 8:25.89  | ذهبية    |
| ماراثون        | خالد كمال ياسين        |                    |                    |               |               | 2:15:52  | 5        |

#### مسابقات الميدان
| المسابقة  | الرياضي             | النصف النهائي | النصف النهائي | النهائي    | النهائي  |
| المسابقة  | الرياضي             | النتيجة       | الترتيب       | النتيجة    | الترتيب  |
| --------- | ------------------- | ------------- | ------------- | ---------- | -------- |
| قفز عالي  | سالم ناصر بخيت سالم | 2.05 متر.     | 16            | لم يتأهل   | لم يتأهل |
| قفز ثلاثي | محمد يوسف سلمان     |               |               | 15.28 متر. | 12       |

### مسابقات الجري
| المسابقة       | الرياضية                 | التصفيات            | التصفيات            | النصف النهائي | النصف النهائي | النهائي  | النهائي  |
| المسابقة       | الرياضية                 | الوقت               | الترتيب             | الوقت         | الترتيب       | الوقت    | الترتيب  |
| -------------- | ------------------------ | ------------------- | ------------------- | ------------- | ------------- | -------- | -------- |
| 100 متر        | فاتن عبد النبي جاسم مهدي | 12.83               | 7                   | لم تتأهل      | لم تتأهل      | لم تتأهل | لم تتأهل |
| 200 متر        | فاتن عبد النبي جاسم مهدي | لا يحق لها المشاركة | لا يحق لها المشاركة |               |               | لم تتأهل | لم تتأهل |
| 800 متر        | مريم جمال                | 2:04.54             | 2                   |               |               | 2:06.07  | 6        |
| 800 متر        | غينزيب شومي              | 2:04.09             | 7                   |               |               | 2:08.38  | 8        |
| 1500 متر       | ميمي بيليتي              |                     |                     |               |               | 4:10.42  | برونزية  |
| 1500 متر       | مريم جمال                |                     |                     |               |               | 4:08.22  | ذهبية    |
| 5000 متر       | ميمي بيليتي              |                     |                     |               |               | 15:15.59 | ذهبية    |
| 5000 متر       | كريمة صالح جاسم          |                     |                     |               |               | 15:20.01 | 4        |
| 10000 متر      | تيجيتو دابا              |                     |                     |               |               | 32:21.29 | 7        |
| 10000 متر      | شيتايا إيشيتي            |                     |                     |               |               | 31:53.27 | برونزية  |
| 100 متر موانع  | فاتماتا فوفاناه          | لا يحق لها المشاركة | لا يحق لها المشاركة |               |               | لم تتأهل | لم تتأهل |
| 3000 متر موانع | أستير تيسفاي تيلاهون     |                     |                     |               |               | 11:00.64 | 6        |
| 3000 متر موانع | كريمة صالح جاسم          |                     |                     |               |               | 10:05.60 | 4        |
| ماراثون        | ليشان دولا غيمغتشو       |                     |                     |               |               | 2:33:56  | 6        |

## الدراجات

### الرجال

#### سباق الدراجات على الطريق
| الرياضي            | المسابقة                 | الوقت      | الترتيب |
| ------------------ | ------------------------ | ---------- | ------- |
| سيد أحمد خليل علوي | سباق الدراجات على الطريق | 4:14:56.24 | 10      |
| منصور محمد جواد    | سباق الدراجات على الطريق | 4:14:57.60 | 14      |

## كرة القدم

### الرجال
| - محمد عجاج - محمد البناء - محمود العجيمي - عبد الله الهزاع - راشد الحوطي - عبد الوهاب المالود - سعد الرميحي | - عبد الوهاب الصافي - محمود عياد - محمد حربان - سيد هاشم - إبراهيم شوقي عيسى - إسماعيل خميس - إبراهيم لطف الله | - محمد محورفي - أحمد مشيمع - هشام نايم - محمد جعدر صحمان - طارق شويطر - سيد ضياء شبر |

سيشارك فريق الرجال في المجموعة الثانية لبطولة كرة القدم.

#### المجموعة 2
| المنتخب    | لعب | فاز | تعادل | خسر | له | عليه | الفارق | النقاط |
| ---------- | --- | --- | ----- | --- | -- | ---- | ------ | ------ |
| إيران      | 3   | 3   | 0     | 0   | 6  | 1    | +5     | 9      |
| تركمانستان | 3   | 1   | 1     | 1   | 8  | 7    | +1     | 4      |
| فيتنام     | 3   | 1   | 0     | 2   | 5  | 8    | −3     | 3      |
| البحرين    | 3   | 0   | 1     | 2   | 2  | 5    | −3     | 1      |

| فيتنام                                                            | 3–1   | البحرين                |
| ----------------------------------------------------------------- | ----- | ---------------------- |
| دينه ثانه ترونغ 34' · نغويين ترونغ هوانغ 72' · نغويين أنه دوك 89' | تقرير | عيسى 90+3' (ركلة جزاء) |

| إيران           | 1–0   | البحرين |
| --------------- | ----- | ------- |
| أنصاريفرد 45+1' | تقرير |         |

| البحرين   | 1–1   | تركمانستان   |
| --------- | ----- | ------------ |
| شويطر 49' | تقرير | مينغازوف 48' |

## كرة اليد

### الرجال
| - صلاح عبد الجليل جاسم عباس - حسن شهاب أحمد الفردان - علي ميرزا سلمان عبد الله علي - محمد حسين عبد الله علي - علي زهير عيسى عبد الله علي - صادق علي عبد الله محمد علي | - حسين علي حسن إبراهيم السيد - محمود منصور أحمد الونا - علي حسين عبد الرضا حسين - أحمد عباس عبد الله يوسف جاسم - سعيد جاسم محمد جوهر | - حسن محمد علي حسن مدن - عباس حبيب محمد علي مال الله - جعفر عباس عبد الكريم محمد - جعفر عبد القادر علي ضو سلمان - ماهر عاشور عيسى يحيى يحيى |

شارك فريق الرجال في المجموعة الثانية لبطولة كرة اليد.

#### المجموعة 2
| المنتخب        | لعب | فاز | تعادل | خسر | له  | عليه | الفارق | النقاط |
| -------------- | --- | --- | ----- | --- | --- | ---- | ------ | ------ |
| كوريا الجنوبية | 4   | 4   | 0     | 0   | 149 | 98   | +51    | 8      |
| إيران          | 4   | 3   | 0     | 1   | 127 | 95   | +32    | 6      |
| البحرين        | 4   | 2   | 0     | 2   | 118 | 111  | +7     | 4      |
| الكويت         | 4   | 1   | 0     | 3   | 126 | 111  | +15    | 2      |
| هونغ كونغ      | 4   | 0   | 0     | 4   | 67  | 172  | −105   | 0      |

| 13 نوفمبر 14:00 | الكويت     | 25 – 27 | البحرين  | صالة غوانغ غونغ للألعاب الرياضية، قوانتشو الحكم: بورول أوسيبوف |
| 13 نوفمبر 14:00 | الغربالي 8 | (14–13) | الونا 7  | صالة غوانغ غونغ للألعاب الرياضية، قوانتشو الحكم: بورول أوسيبوف |
| 13 نوفمبر 14:00 | 5× 3×      | التقرير | 6× 1× 2× | صالة غوانغ غونغ للألعاب الرياضية، قوانتشو الحكم: بورول أوسيبوف |

| 14 نوفمبر 15:45 | كوريا الجنوبية | 35 – 27 | البحرين      | صالة غوانغ غونغ للألعاب الرياضية، قوانتشو الحكم: إيكيبوتشي هيزاكي |
| 14 نوفمبر 15:45 | بارك 8         | (19–11) | عبد القادر 9 | صالة غوانغ غونغ للألعاب الرياضية، قوانتشو الحكم: إيكيبوتشي هيزاكي |
| 14 نوفمبر 15:45 | 2× 3×          | التقرير | 2× 3× 1×     | صالة غوانغ غونغ للألعاب الرياضية، قوانتشو الحكم: إيكيبوتشي هيزاكي |

| 16 نوفمبر 15:45 | إيران     | 31 – 24 | البحرين  | صالة غوانغ غونغ للألعاب الرياضية، قوانتشو الحكم: لي وانغ |
| 16 نوفمبر 15:45 | إستيكي 11 | (15–10) | جوهر 8   | صالة غوانغ غونغ للألعاب الرياضية، قوانتشو الحكم: لي وانغ |
| 16 نوفمبر 15:45 | 2× 3×     | التقرير | 6× 4× 1× | صالة غوانغ غونغ للألعاب الرياضية، قوانتشو الحكم: لي وانغ |

| 19 نوفمبر 14:00 | البحرين | 40 – 20 | هونغ كونغ | صالة غوانغ غونغ للألعاب الرياضية، قوانتشو الحكم: إيكيبوتشي هيزاكي |
| 19 نوفمبر 14:00 | الونا 8 | (18–9)  | هوي 5     | صالة غوانغ غونغ للألعاب الرياضية، قوانتشو الحكم: إيكيبوتشي هيزاكي |
| 19 نوفمبر 14:00 | 1× 2×   | التقرير | 2×        | صالة غوانغ غونغ للألعاب الرياضية، قوانتشو الحكم: إيكيبوتشي هيزاكي |

#### تحديد المركز 5و6
| 24 نوفمبر 20:15 | قطر       | 28 – 26 | البحرين | صالة هواشي للألعاب الرياضية، قوانتشو الحكم: إيكيبوتشي هيزاكي |
| 24 نوفمبر 20:15 | الغامدي 7 | (10–14) | عباس 6  | صالة هواشي للألعاب الرياضية، قوانتشو الحكم: إيكيبوتشي هيزاكي |
| 24 نوفمبر 20:15 | 7× 4×     | التقرير | 2× 3×   | صالة هواشي للألعاب الرياضية، قوانتشو الحكم: إيكيبوتشي هيزاكي |

## جودو

### الرجال
| خالد نبيل حسين العريفي | 100 كجم       | هاو دانغ فوز 101 - 000            | رمزي الدين سيدوف خسارة 000 - 100 | لم يتأهل | لم يتأهل | لم يتأهل | لم يتأهل | لم يتأهل | لم يتأهل | لم يتأهل |
| خالد نبيل حسين العريفي | الوزن المفتوح | كازوهيكو تاكاهاشي خسارة 000 - 100 | لم يتأهل                         | لم يتأهل | لم يتأهل | لم يتأهل | لم يتأهل | لم يتأهل | لم يتأهل |          |

## الإبحار

### الرجال
| الرياضي                      | المسابقة                | السباق | السباق | السباق | السباق | السباق | السباق | السباق | السباق | السباق | السباق | السباق | السباق | صافي النقاط | الترتيب النهائي |
| الرياضي                      | المسابقة                | 1      | 2      | 3      | 4      | 5      | 6      | 7      | 8      | 9      | 10     | 11     | 12     | صافي النقاط | الترتيب النهائي |
| ---------------------------- | ----------------------- | ------ | ------ | ------ | ------ | ------ | ------ | ------ | ------ | ------ | ------ | ------ | ------ | ----------- | --------------- |
| سامي عبد الوهاب محمد الكوهجي | الطواف بيد واحدة (ليزر) | (6)    | 5      | 4      | 5      | 6      | 5      | 5      | 3      | 3      | 6      | 5      | 4      | 51.0        | 5               |

#### مفتوح
| الرياضي | المسابقة       | الخصم                     | الخصم                     | الخصم                     | الخصم                     | الخصم                     | الخصم                     | الخصم                     | مجموع النقاط | الترتيب النهائي |
| الرياضي | المسابقة       | نقاط السباق الأول والثاني | نقاط السباق الأول والثاني | نقاط السباق الأول والثاني | نقاط السباق الأول والثاني | نقاط السباق الأول والثاني | نقاط السباق الأول والثاني | نقاط السباق الأول والثاني | مجموع النقاط | الترتيب النهائي |
| --- | -------------- | ------------------------- | ------------------------- | ------------------------- | ------------------------- | ------------------------- | ------------------------- | ------------------------- | ------------ | --------------- |
| إبراهيم خميس قاسم بن جمعة إبراهيم عبد الله سلمان صادق عبد الرحيم عبد الله سلمان صادق مهنا سلمان مهنا الدوسري | السباق المفتوح | الصين · 0-2               | باكستان · 1-1             | ماليزيا · 1-1             | كوريا الجنوبية · 1-1      | سنغافورة · 0-2            | اليابان · 1-1             | الهند · 0-2               | 4            | 5               |

## الرماية

### الرجال
| المسابقة                      | الرياضي                   | التصفيات           | التصفيات           | النهائي  | النهائي  |
| المسابقة                      | الرياضي                   | النتيجة            | الترتيب            | النتيجة  | الترتيب  |
| ----------------------------- | ------------------------- | ------------------ | ------------------ | -------- | -------- |
| 10 متر مسدس الهواء            | خالد أحمد محمد عمر        | 551- 8x            | 46                 | لم يتأهل | لم يتأهل |
| 10 متر مسدس الهواء            | أشبان محمد عيد سليمان     | 566-12x            | 31                 | لم يتأهل | لم يتأهل |
| 10 متر بندقية الهواء          | علي حسين علي              | 582-37x            | 28                 | لم يتأهل | لم يتأهل |
| 25 متر مسدس النار وسط         | خالد أحمد محمد عمر        |                    |                    | 567- 9x  | 31       |
| 25 متر مسدس النار وسط         | أشبان محمد عيد سليمان     |                    |                    | 545-10x  | 36       |
| 25 متر مسدس سريع لاطلاق النار | أشبان محمد عيد سليمان     | لا يحق له المشاركة | لا يحق له المشاركة | لم يتأهل | لم يتأهل |
| 25 متر مسدس قياسي             | خالد أحمد محمد عمر        |                    |                    | 542- 3x  | 33       |
| 25 متر مسدس قياسي             | أشبان محمد عيد سليمان     |                    |                    | 548- 5x  | 26       |
| 50 متر مسدس                   | خالد أحمد محمد عمر        | 525- 5x            | 40                 | لم يتأهل | لم يتأهل |
| 50 متر مسدس                   | أشبان محمد عيد سليمان     | 527- 5x            | 39                 | لم يتأهل | لم يتأهل |
| 50 متر بندقية المعرضة         | جمال علي محمد ناجي الصباح | 591-34x            | 11                 | لم يتأهل | لم يتأهل |

### النساء
| المسابقة                 | الرياضية                     | التصفيات | التصفيات | النهائي  | النهائي  |
| المسابقة                 | الرياضية                     | النتيجة  | الترتيب  | النتيجة  | الترتيب  |
| ------------------------ | ---------------------------- | -------- | -------- | -------- | -------- |
| 10 متر بندقية الهواء     | سبيكة مبارك جمعة مبارك       | 390-27x  | 27       | لم تتأهل | لم تتأهل |
| 50 متر بندقية ثلاث وظائف | عزة علي عبد الله علي القاسمي | 547-13x  | 42       | لم تتأهل | لم تتأهل |
| 50 متر بندقية المعرضة    | عزة علي عبد الله علي القاسمي |          |          | 579-21x  | 37       |

## السباحة

### الرجال
| الرياضي     | المسابقة           | التصفيات           | التصفيات           | النهائي  | النهائي  |
| الرياضي     | المسابقة           | النتيجة            | الترتيب            | النتيجة  | الترتيب  |
| ----------- | ------------------ | ------------------ | ------------------ | -------- | -------- |
| 50 متر حرة  | عمر يوسف محمد جاسم | 25.11              | 32                 | لم يتأهل | لم يتأهل |
| 100 متر حرة | عمر يوسف محمد جاسم | لا يحق له المشاركة | لا يحق له المشاركة | لم يتأهل | لم يتأهل |
| 50 متر صدر  | عمر يوسف محمد جاسم | 31.48              | 27                 | لم يتأهل | لم يتأهل |

### النساء
| الرياضية   | المسابقة    | التصفيات | التصفيات | النهائي  | النهائي  |
| الرياضية   | المسابقة    | النتيجة  | الترتيب  | النتيجة  | الترتيب  |
| ---------- | ----------- | -------- | -------- | -------- | -------- |
| 50 متر حرة | سارة الفليج | 32.73    | 22       | لم تتأهل | لم تتأهل |
| 50 متر صدر | سارة الفليج | 44.66    | 20       | لم تتأهل | لم تتأهل |

## تايكواندو

### الرجال
| عبد الرحيم عبد الحميد أحمد | أقل من 54 كيلو جرام               | تجاوز                         | كومار سونيل فوز نقاط8-2        | سيونغ هو كيم خسارة انسحب الجولة 2 1:45 | لم يتأهل | لم يتأهل | لم يتأهل | لم يتأهل | لم يتأهل | لم يتأهل | لم يتأهل |
| إبراهيم عبد الحميد أحمد    | وزن الذبابة أقل من 58 كيلو جرام   | تجاوز                         | بيلغون خوسبايار خسارة نقاط 3-5 | لم يتأهل                               | لم يتأهل | لم يتأهل | لم يتأهل | لم يتأهل | لم يتأهل | لم يتأهل |          |
| محمود عادل حميد جعفر       | وزن الديك أقل من 63 كيلو جرام     | تجاوز                         | يوان تشيه تشو خسارة نقاط 4-7   | لم يتأهل                               | لم يتأهل | لم يتأهل | لم يتأهل | لم يتأهل | لم يتأهل | لم يتأهل |          |
| حمد وديع حسن أحمد خليل     | وزن الوسط أقل من 80 كيلو جرام     | مارلون أفينيدو خسارة نقاط 3-7 | لم يتأهل                       | لم يتأهل                               | لم يتأهل | لم يتأهل | لم يتأهل | لم يتأهل | لم يتأهل |          |          |
| حمد وديع حسن أحمد خليل     | الوزن المتوسط أقل من 87 كيلو جرام |                               | تجاوز                          | يوسف كرامي خسارة نقاط 2-7              | لم يتأهل | لم يتأهل | لم يتأهل | لم يتأهل | لم يتأهل | لم يتأهل | لم يتأهل |

### النساء
| دينا عبد الله محبوب محبوب | وزن الريشة أقل من 46 كيلو جرام | تجاوزت | دانا توران خسارة النقاط 0-18      | لم تتأهل | لم تتأهل | لم تتأهل | لم تتأهل | لم تتأهل | لم تتأهل | لم تتأهل |
| كلثم جاسم محمد جوهر       | وزن الديك أقل من 53 كيلو جرام  | تجاوزت | ثي هواي ثو هغويين خسارة غير مؤهلة | لم تتأهل | لم تتأهل | لم تتأهل | لم تتأهل | لم تتأهل | لم تتأهل | لم تتأهل |